# هيلدر لورنسو
هيلدر لورنسو هو لاعب كرة قدم برتغالي في مركز حراسة المرمى، ولد في 4 أغسطس 1954 في Alvor (Portimão) ‏ في البرتغال. لعب مع نادي بورتيمونينسي.